# Shane Churla
Shane Churla (* 24. Juni 1965 in Fernie, British Columbia) ist ein ehemaliger kanadischer Eishockeyspieler und -scout, der im Verlauf seiner aktiven Karriere zwischen 1983 und 1997 unter anderem 566 Spiele für die Hartford Whalers, Calgary Flames, Minnesota North Stars, Dallas Stars, Los Angeles Kings und New York Rangers in der National Hockey League auf der Position des rechten Flügelstürmers bestritten hat. Churla, der den Spielertyp des Enforcers verkörperte, ist seit Sommer 2016 als Director of Amateur Scouting bei den Canadiens de Montréal angestellt.

## Karriere
Churla, der auf der Position des rechten Flügelspielers agierte, war zunächst von 1983 bis 1985 für die Medicine Hat Tigers in der kanadischen Juniorenliga Western Hockey League aktiv. Dort führte er in der Saison 1984/85 mit 370 Strafminuten die Liga an. Im Anschluss an diese Spielzeit wurde der Enforcer beim NHL Entry Draft 1985 in der sechsten Runde an insgesamt 110. Position von den Hartford Whalers ausgewählt. Nachdem er die darauffolgende Saison ausschließlich bei den Binghamton Whalers in der American Hockey League verbracht hatte, bestritt der Kanadier im Verlauf der Spielzeit 1986/87 seine ersten NHL-Spiele für die Hartford Whalers. Diese transferierten ihn im Januar 1988 gemeinsam mit Dana Murzyn im Austausch für Neil Sheehy, Carey Wilson und die Rechte an Lane MacDonald zu den Calgary Flames.
Nach einem Jahr in der Organisation der Flames wurde der Rechtsschütze erneut eingetauscht, diesmal gemeinsam mit Perry Berezan für Brian MacLellan und einem Viertrunden-Wahlrecht im NHL Entry Draft 1989 zu den Minnesota North Stars. Dort verbrachte er in vier Saisonen in Folge weit über 200 Minuten auf der Strafbank. Während dieser Zeit war Churla beim NHL Dispersal Draft 1991 an erster Position von den San Jose Sharks ausgewählt, jedoch wenige Tage später zurück zu den Minnesota North Stars transferiert worden. Nach der Umsiedlung der Franchise 1993 nach Dallas, Texas ging Churla noch drei weitere Jahre für das inzwischen unter dem Namen Dallas Stars firmierende Team auf Eis. Hierbei stellte er in der Saison 1993/94 mit 333 Strafminuten in 69 Partien der regulären Saison seinen Karriererekord auf. Nach einem weiteren Transfer im Frühjahr 1996 agierte der Enforcer kurzzeitig im Dress der Los Angeles Kings, ehe er einen Monat später zu den New York Rangers transferiert wurde. Dort ließ er seine aktive Laufbahn ausklingen und beendete 1997 seine Spielerkarriere. 
Churla hält den Franchise-Rekord der Minnesota North Stars bzw. Dallas Stars für die meisten Strafminuten in der regulären Saison (1883), ebenso denjenigen der Binghamton Whalers (723).
Nach Beendigung seiner Spielerlaufbahn schlug Churla eine Karriere als Scout in der National Hockey League ein. Zunächst diente er von 2000 bis 2002 und 2003 bis 2005 in dieser Funktion bei den Phoenix Coyotes. Anschließend fungierte er bis 2013 in derselben Position in der Organisation der Dallas Stars. Zur Saison 2013/14 wurde der Kanadier von den Canadiens de Montréal engagiert und nach drei Jahren zum Director of Amateur Scouting befördert.

## Karrierestatistik
(Legende zur Spielerstatistik: Sp oder GP = absolvierte Spiele; T oder G = erzielte Tore; V oder A = erzielte Assists; Pkt oder Pts = erzielte Scorerpunkte; SM oder PIM = erhaltene Strafminuten; +/− = Plus/Minus-Bilanz; PP = erzielte Überzahltore; SH = erzielte Unterzahltore; GW = erzielte Siegtore; 1 Play-downs/Relegation; Kursiv: Statistik nicht vollständig)